# رضا ديكي
رضا بالحاج خليفة (توفي في 22 نوفيمبر 2019) الملقب برضا ديكي فنان تونسي ولد في مدينة قصر هلال في ولاية المنستير، اكتسب لقب «ديكي» نسبة لأغنية الأطفال «ديكي ديكي أنت صديقي» التي لحنها وأداها سنة 1978.

## الحياة الفنية
لم يكن يقتصر ديكي على ألوان موسيقية شرقية أو غربية بل كان يتنقّل بينها في قوالب نصوص كان يبدعها بشكل غريب، إذ لم تكن في غالبها من كتابته، وإنما هي تطويعاتُ نصوصٍ معروفةٍ للألحان ومنطق رضا ديكي في فنّه بشكل عام.
بقي بعيدًا عن دوائر الثقافة الرسمية، بعيداً بالخصوص عن منظومة الامتيازات التي توزّعها وزارة الثقافة رغم ذلك، لم يكن رضا ديكي يشعر بأنه فنّان مهمّش، لوجود شعبية هائلة يتمتع بها لم يكن يحظى بها من يحضرون بشكل متواتر في وسائل الإعلام أو يصعدون على منصّات مهرجانات كثيرة.

### الأعمال الشهيرة
- ديكي ديكي أنت صديقي
- أنا عندي راديفو، والتي لاقت رواجًا كبيرًا في السعودية عام 2017 بعد عرضها في منصة تلفاز 11 وحصدت أكثر من مليون مشاهدة [2]

## الوفاة
توفي في تونس يوم الجمعة 22 نوفمبر 2019 بعد حادث مميت في تونس العاصمة تسبب في وفاته بعد 3 أشهر من المعاناة.